# Parrot Cay
L'île de Parrot Ambergris Cay est une île de l'archipel des Caïcos, dépendantes du territoire des Îles Turques-et-Caïques. C'est une île privée qui sert uniquement de centre touristique grâce à son hôtellerie de luxe.